# Triunghiul (constelație)
Triunghiul (lat. Triangulum) este o constelație mică din emisfera boreală.

## Descriere și localizare

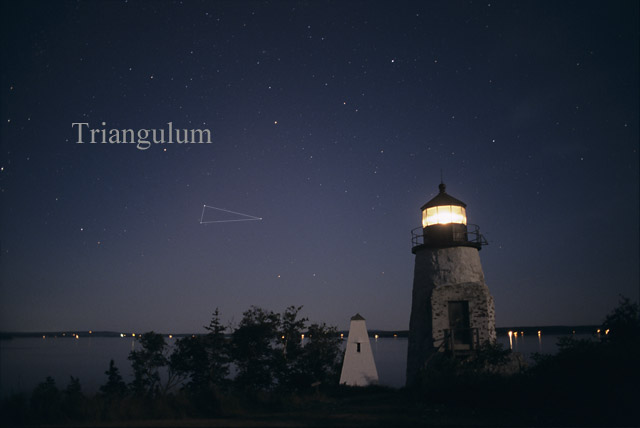
Constelația Triunghiul văzută cu ochiul liber. Pentru identificarea mai ușoară au fost trasate linii între stele.

## Istorie
Triunghiul figura deja în lista celor 48 de constelații repertoriate de Ptolomeu în lucrarea sa Almageste, una din rarele constelații antice (împreună cu Balanța care nu provin dintr-un mit și singura care este descrisă printr-o figură geometrică.
În epoca greacă, această constelație purta numele de Deltotron, Delta (verosimil Delta Nilului), identificată prin litera grecească Δ. Romanii au păstrat această denumire prin Deltotum.
Astronomul Johannes Hevelius a mai creat și un Mic Triunghi chiar alături de  acesta, pe care l-a denumit, logic, Marele Triunghi). Ele au fost contopite într-unul singur de Friedrich Wilhelm Argelander în 1843 la publicarea lucrării sale Uranometria Nova.

## Mitologie
Așa cum a fost precizat la secțiunea Istorie, Constelația Triunghiul este una din rarele constelații cunoscute în Antichitate care nu provine dintr-un mit.

## Observarea stelelor
Triunghiul este o constelație de slabă strălucire (magnitudine 4), dar bine adunată, iar reperarea ei nu pune vreo problemă deosebită îndată ce condițiile de vizibilitate sunt suficiente.
Este situat sub diagonala Andromedei, între piciorul Andromedei și stelele din Constelația Berbecului.
În afară de forma sa curioasă, nu prezintă niciun alt interes.

Vizibilitatea nocturnă a constelaţiei.

## Stele principale

### α Trianguli
α Trianguli (cunoscută și sub diverse denumiri tradiționale ca Metallah, Mothallah, Ras al Muthallah, Elmuthalleth, Caput Trianguli și Atria) nu este steaua cea mai strălucitoare din constelație, dar poziția sa în vârful Triunghiului (în limba arabă numele său înseamnă chiar acest lucru) l-a condus pe Johann Bayer să-i dea denumirea α.
De magnitudine aparentă 3,14, este o subgigantă alb-galbenă aflată la distanața de 64 de ani-lumină, de 13 ori mai luminoasă decât Soarele și de 1,5 ori mai masivă decât acesta.
Alpha Trianguli este o stea dublă: companionul său, indiscernabil la telescop, se rotește în jurul ei în doar 1,74 de zile și nu pare să se afle la o distanță mai mare de circa 0,04 u.a.

### βTrianguli
β Trianguli, cu o magnitudine aparentă de 3,00, este steaua cea mai strălucitoare din constelația Triunghiului. Este o subgigantă, de 4 ori mai mare decât Soarele , de 70 de ori mai strălucitoare, înconjurată de un disc de praf.
Și ea este o stea dublă, companionul său (asemănător Soarelui) orbitând la 0,3 u.a., în medie în 31,8 zile.

### γTrianguli
γ Trianguli, a treia stea a constelației (de magnitudine aparentă 4,03), închide Triunghiul. Este o stea albă, de vreo 2 ori mai mare decât Soarele, care se rotește extrem de rapid, în 12 ore, cu cel puțin 200 km/s la ecuator.
γ Trianguli, δ Trianguli (magnitudine 4,84) și 7 Trianguli (magnitudine 5,25) apar foarte aproape de noi, pe cerul înstelat. În realitate, δ Trianguli se situează la 35 de ani-lumină de noi (deci destul de aproape), γ Trianguli la 118 a.l., iar 7 Trianguli la 293. Prin urmare, ele nu au nimic în comun una cu cealaltă.

### Alte stele
δ Trianguli este o stea dublă ale cărei două componente se aseamănă mult cu Soarele nostru. Ele sunt separate de doar 0,1 u.a.
ι Trianguli este tot o stea dublă, formată dintr-o stea galbenă și o alta albastră. Fiecare dintre ele este, la rândul ei, dublă.
R Trianguli este o stea variabilă de tip Mira (ο Ceti) și oscilează între magnitudinile 5,30 și 12,6, într-o perioadă de 266,9 zile.

## Obiecte cerești
Constelația Triunghiului conține galaxia spirală M33, denumită, pe drept cuvânt, galaxia Triunghiului. Este vorba de cea de-a treia galaxie mai mare din Grupul Local (celelalte două fiind Calea Lactee și Galaxia Andromeda).
Această galaxie adăpostește nebuloasa NGC 604 (situată în M33), cea mai mare regiune de hidrogen ionizat care se cunoaște, cu un diametru de 1.500 de ani-lumină, roiul deschis C0147+270, galaxia spirală NGC 925, precum și NGC 672 și IC 1727, două galaxii aflate la 18.000.000 de ani-lumină de noi, dar separate de doar 88.000 de ani-lumină. Quasarul 3C 48, în nordul constelației, a fost unul dintre primii descoperiți.